# Lycia graecarius
Lycia graecarius är en fjärilsart som beskrevs av Otto Staudinger 1861. Lycia graecarius ingår i släktet Lycia och familjen mätare, Geometridae. Inga underarter finns listade i Catalogue of Life.